# Bicykl

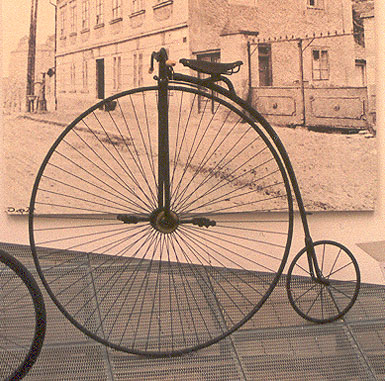
Bicykl w Škoda Muzeum w Mladej Boleslavi (Czechy)

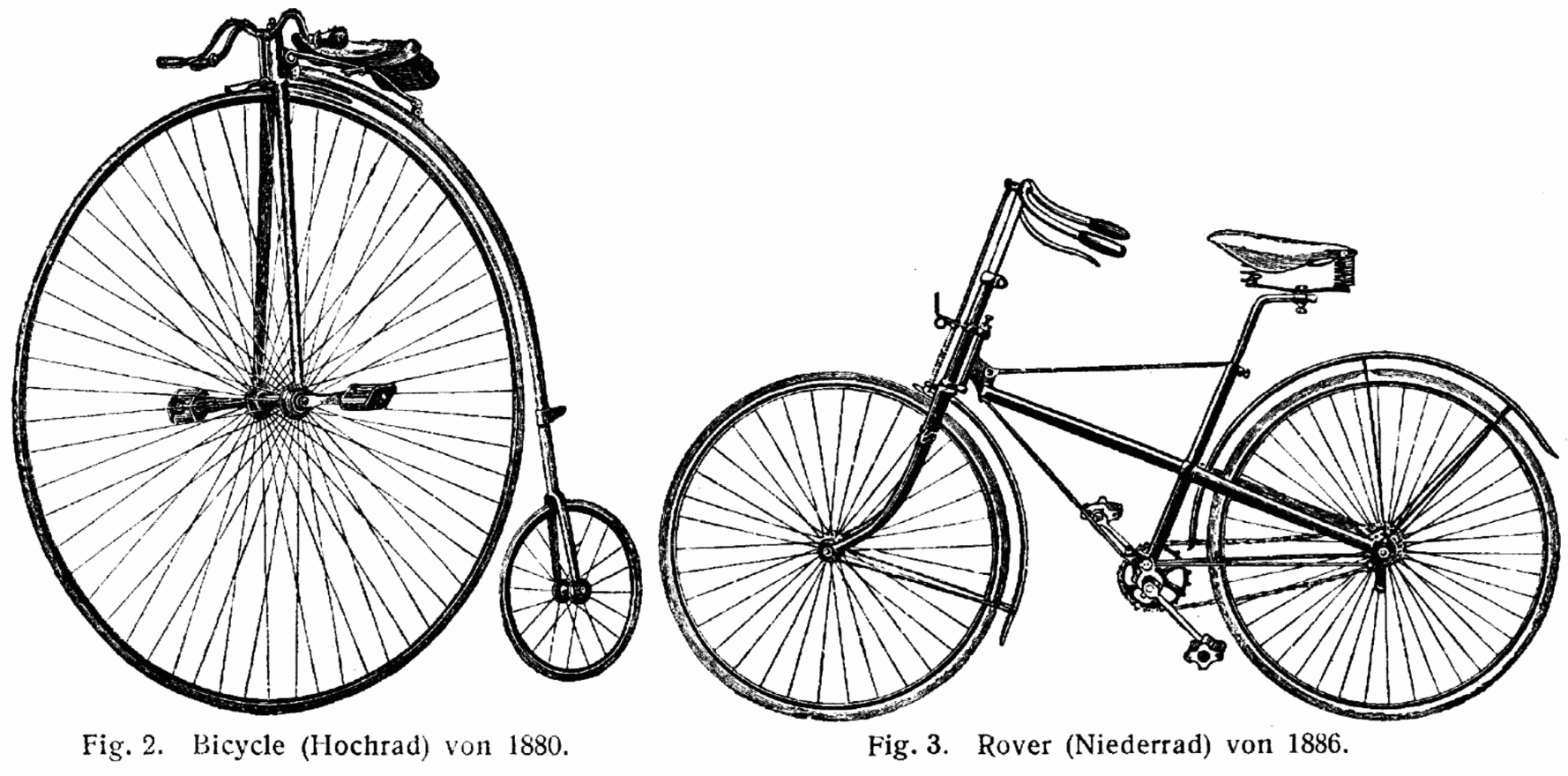
Porównanie bicykla z rowerem „bezpiecznym”

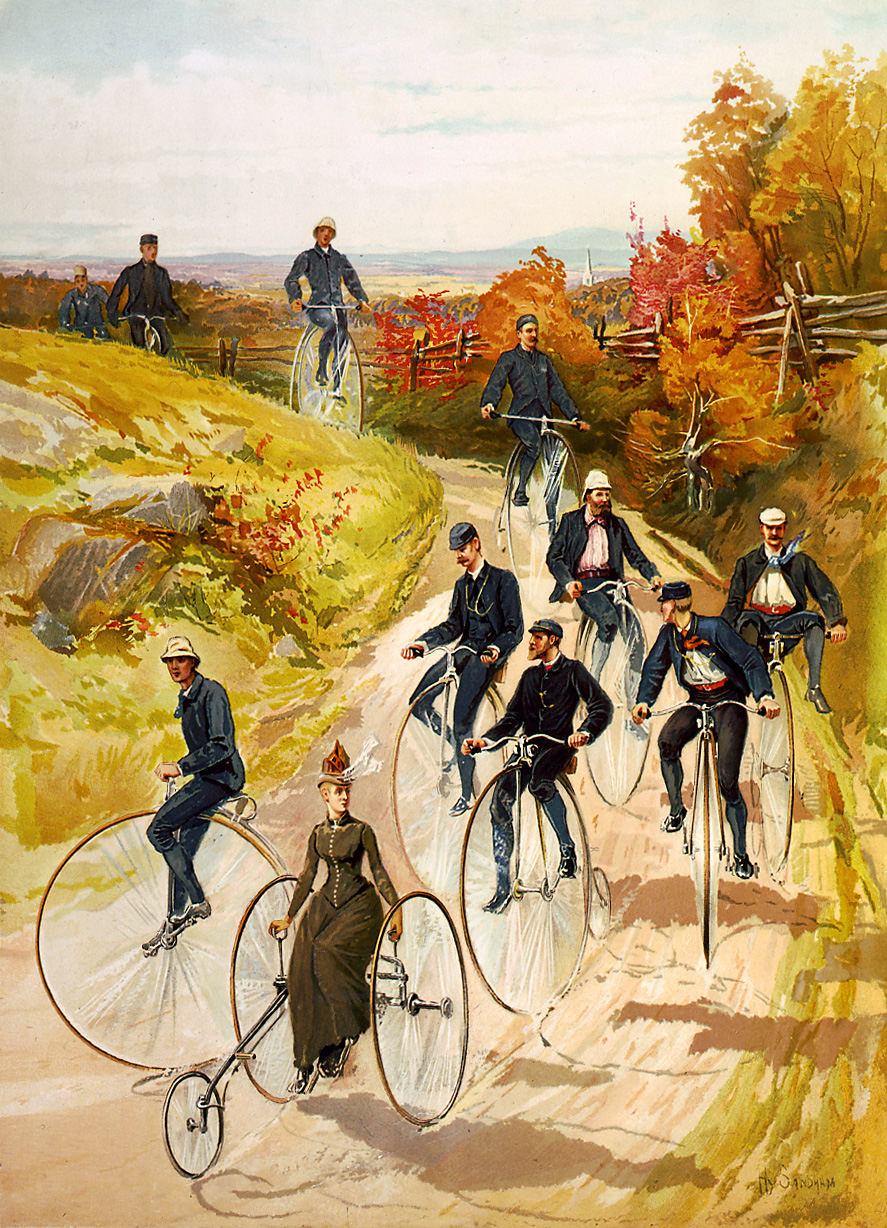
Kobieta na tricyklu przed mężczyznami na bicyklach (1887)

Bicykl – rower (welocyped) z wielkim przednim i małym tylnym kołem, będący jednym z symboli brytyjskiej epoki wiktoriańskiej.

## Historia
Angielska nazwa bicykla – „penny-farthing” – wzięła się od dwóch brytyjskich monet: penny (większej) i farthing (mniejszej). Profil kół wyglądał jak większa penny, po której następuje mniejsza farthing, stąd nazwa. Bicykl stał się popularny w latach siedemdziesiątych i osiemdziesiątych XIX wieku. Oryginalny projekt wzorowano na rowerze typu „boneshaker” (pol. trzęsacz kości), opracowanym pod koniec lat sześćdziesiątych XIX wieku we Francji. „Boneshaker” zyskał swój przydomek ze względu na fakt, że jazda nim była bardzo niewygodna. Rama została wykonana z kutego żelaza, a koła wykonane z drewna były okute żelaznymi obręczami. „Boneshaker” był pierwszym typem roweru wyposażonym w pedały i pomimo trudnej jazdy, był bardzo popularny i utorował drogę następnym rowerom.
W 1869 roku Eugène Meyer przekształcił koło napinające ze szprychami drucianymi w stworzony przez siebie rower z wysokimi kołami. W następnym roku James Starley zaczął produkować rowery oparte na „boneshakerze”, ale z większym przednim kołem, którego średnica mogła mieć nawet 1,5 metra. Duże koło oznaczało że rowerzysta mógł mniej pedałować i nadal jechać szybko, chyba że jechał pod strome wzgórze. Bicykl był rowerem z napędem bezpośrednim, to jest takim w którym pedały bezpośrednio obracały koło. Było to standardem, dopóki nie zastąpiła go przekładnia łańcuchowa w rowerach typu „safety” (bezpieczne).
Wczesne bicykle były wykonane z żeliwa, w późniejszych rowerach zastosowano stalowe ramy z pustych kształtowników, dzięki czemu były znacznie lżejsze – ich waga wynosiła od 11 do 22 kilogramów. Oprócz zmian w ramie normą stały się również łożyska kulkowe i opony z pełnej gumy. Niektóre bicykle miały nawet cierny hamulec stemplowy przymocowany do dźwigni na kierownicy, który dociskał koło, aby spowolnić rower. Pomimo względnej prędkości, bicykl był wówczas głównie urządzeniem rekreacyjnym i nie był używany jako główny środek transportu. Ze względu na koszt roweru większość kupujących i rowerzystów stanowili zamożni mężczyźni, którzy mieli na to czas i pieniądze. W czasach największej popularności bicyklów powstały pierwsze kluby i odbyły się pierwsze wyścigi rowerowe. Pomimo nietypowego wyglądu, bicykl był bardzo wytrzymałym rowerem dzięki zastosowaniu odpowiednich materiałów, prostych łożysk i napędu bezpośredniego. W latach osiemdziesiątych XIX wieku brytyjski kolarz Thomas Stevens objechał na bicyklu kulę ziemską.
Bicykl stał się przestarzały pod koniec lat osiemdziesiątych XIX wieku wraz z wynalezieniem roweru typu „safety” (bezpieczne) który w przeciwieństwie do bicykla napędzany był łańcuchem, posiadał opony pneumatyczne o tym samym lub podobnym rozmiarze. Dodatkowo miał niskie siodełko co powodowało znacznie niższy środek ciężkości dzięki czemu znacznie łatwiejsze było wsiadanie i zsiadanie z roweru, co zmniejszało ryzyko obrażeń w wyniku upadku.

## Technika jazdy
Kierownica, pedały i siodełko zostały przymocowane do ramy w pobliżu większej przedniej opony, zaś małe koło z tyłu bicykla służyło jedynie stabilizacji. James Starley stworzył rower, który nazwał „Ariel”, wyposażony w stopień na ramie ułatwiający rowerzyście wsiadanie i zsiadanie. Duża przednia opona i wysokie siedzenie oznaczały, że rowerzysta był w ciągłym niebezpieczeństwie wyrzucenia przez przednią kierownicę. Aby uczynić ją bezpieczniejszą, opracowano kilka różnych konstrukcji kierownic. Najbardziej powszechną była kierownica typu „wąsy”, która pozwalała rowerzyście na uchylenie kolan w przypadku uderzenia głową. Inne konstrukcje kierownic obejmowały takie, które owijały się za jego nogami. Ze względu na bezpośredni napęd i dużą masę roweru, podczas zjazdu rowerzyści często zdejmowali stopy z pedałów i zakładali je na kierownicę. W przypadku zaczepienia przedniego koła i roweru przechylonego do przodu, użytkownik mógł najpierw skierować nogi w stronę ziemi, a nie głowę. W niektórych późniejszych projektach próbowano to ulepszyć, zamieniając większą oponę na tył i umieszczając mniejszą oponę z przodu. Chociaż zapobiegało to uderzeniom w głowę, oznaczało to również, że rowerzysta narażony był na ryzyko przewrócenia się do tyłu, jeśli jechał pod szczególnie stromym wzniesieniem.

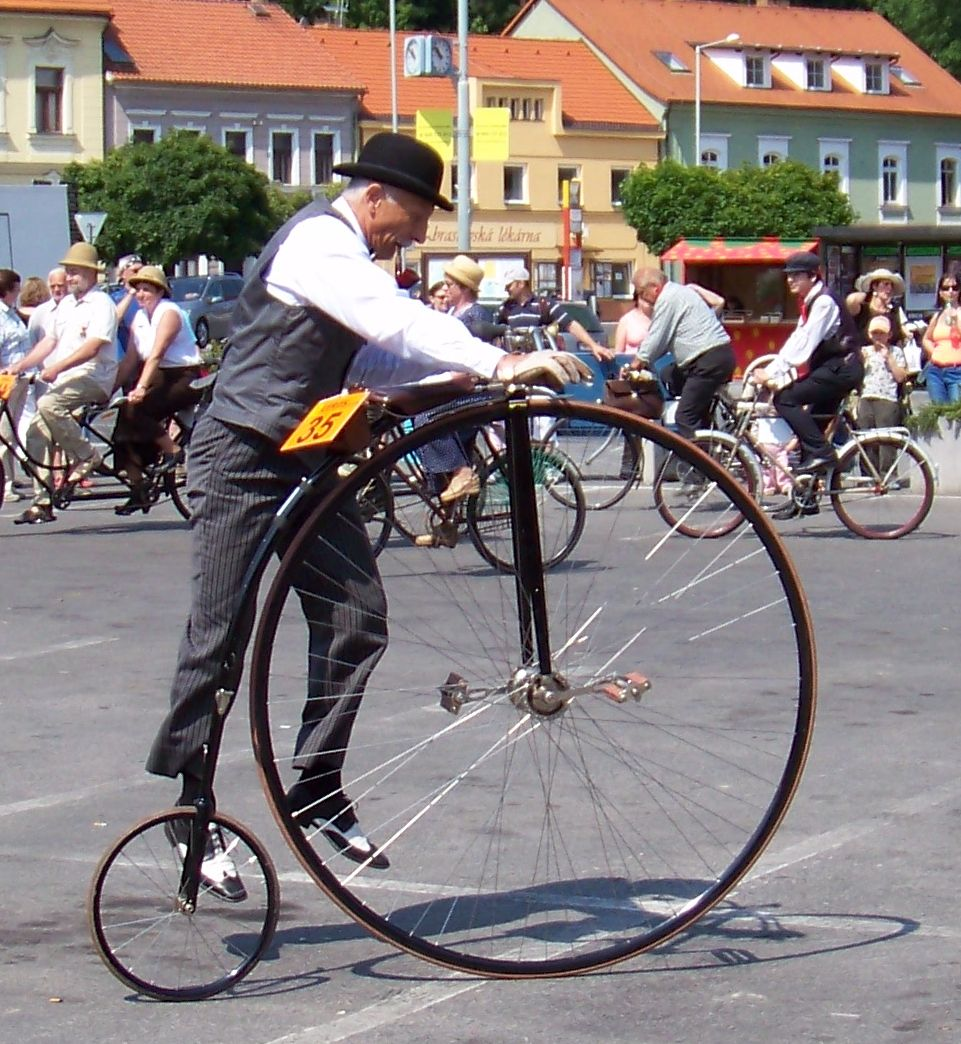
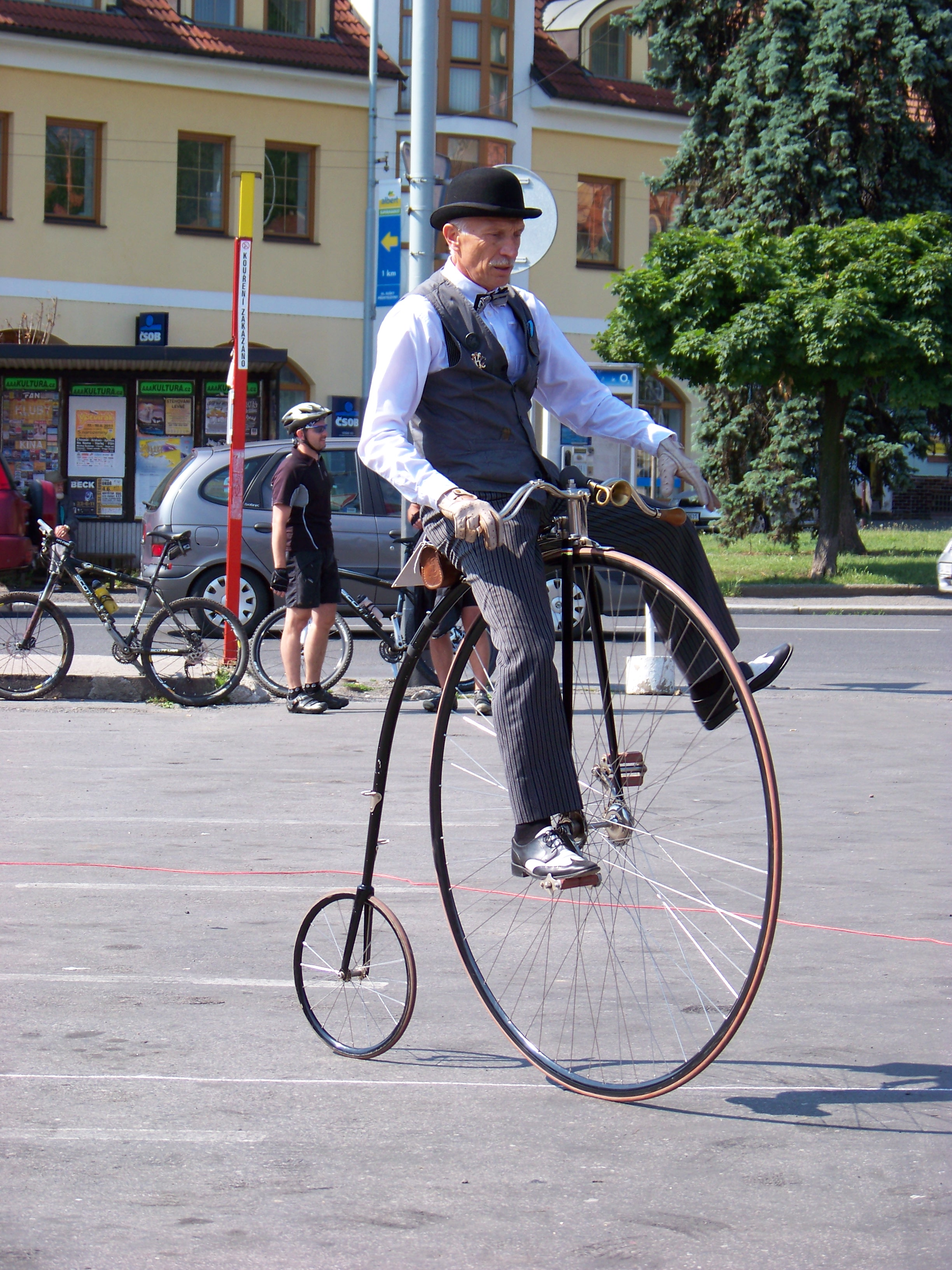
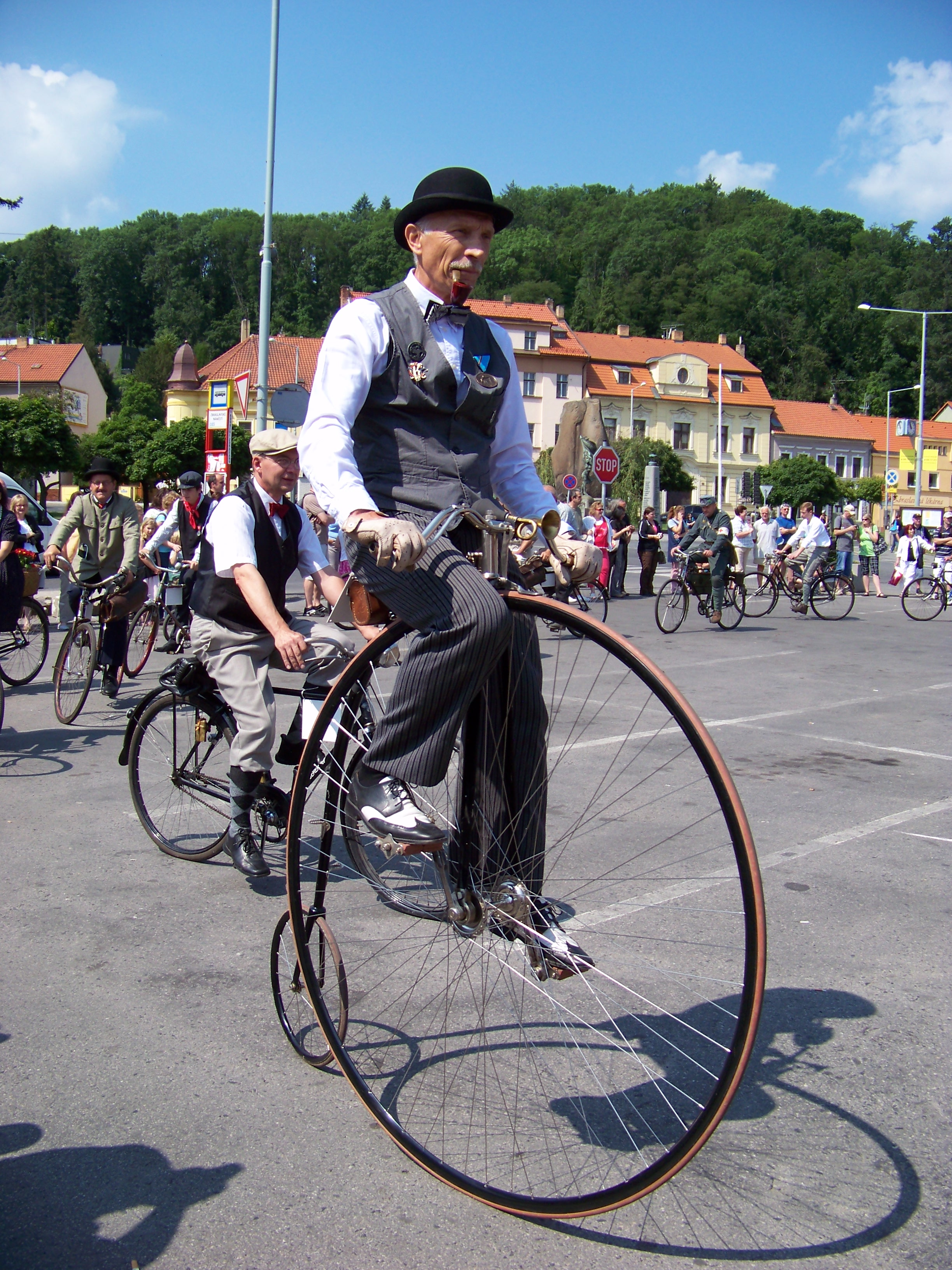